# В пошуках Аляски (серіал)
В пошуках Аляски — американський телевізійний мінісеріал для підлітків, створений Джошем Шварцем. Він знятий по мотивам однойменного роману Джона Ґріна 2005 року. Після того, як екранізацію неодноразово відкладали на Paramount Pictures, Hulu уклав угоду і замовив лімітований серіал із восьми епізодів. Прем'єра серіалу відбулася на Hulu 18 жовтня 2019 року. Мінісеріал отримав схвалення критиків і шанувальників книги за написання сценарію, акторську гру та вірність оригінальному матеріалу.

## Сюжет
У 2005 році 16-річний Майлз Холтер, який захоплюється вивченням передсмертних слів великих людей, вирушає вчитися в академію Калвер-Крік, щоб розгадати останні слова Франсуа Рабле «Йду шукати Велике "Можливо"». У закритій приватній школі Майлз знаходить собі друзів та закохується у дівчину на ім'я Аляска Янг. Страшна трагедія та пошуки причин того, що сталося, дозволять йому стати дорослішим і знайти розгадку слів французького письменника.

## Актори

### Головні герої
- Чарлі Пламмер у ролі Майлза «Товстунчика» Холтера, нового школяра Академії Калвер-Крік з Орландо, Флориди
- Крістін Фросет в ролі Аляски Янг, дівчини, яка привертає увагу Майлза, коли він прибуває до академії Калвер-Крік
- Денні Лав у ролі Чіпа «Полковника» Мартіна, сусіда і друга Майлза по кімнаті. Він також близько дружить з Такумі та Аляскою.
- Джей Лі — Такумі Хікохіто, друг Майлза, Полковника і Аляски
- Софія Васильєва в ролі Лари Бутерської, дівчини, якій Аляска призначає побачення з Товстунчиком. Закохана у Майлза.
- Лендрі Бендер у ролі Сари, дівчини, а потім колишньої дівчини Полковника.
- Урія Шелтон у ролі Лонгвелла Чейза, одного з популярних підлітків у школі.
- Джордан Коннор — Кевін, учасник Weekday Warriors
- Тімоті Саймонс — містер Старнс, він же «Орел», директор академії Калвер-Крік
- Рон Сефас Джонс у ролі доктора Хайда, літнього вчителя релігії в академії Калвер-Крік

### Періодично з'являються у серіалі
- Мег Райт — Марія, колишня співмешканка й подруга Аляски
- Люсі Фауст у ролі мадам О'Меллі, викладачки французької мови в академії Калвер-Крік
- Генрі Зага — Джейк, хлопець Аляски
- Дінін Тайлер у ролі Долорес Мартін, матері-одиначки Полковника

### Епізодичні ролі
- Брендон Стенлі в ролі Пола, хлопця Марії
- Рейчел Метьюз — Фіона, подруга Джейка
- Келлі Мурта — мама Аляски.
- Дрю Пауел — Френк Янг, батько Аляски.

## Виробництво
Права на фільм були придбані Paramount Pictures у 2005 році незадовго до публікації роману. Сценарій потенційно мав бути написаний і зрежисований Джошем Шварцем, але через відсутність інтересу кінокомпанії виробництво було відкладено на невизначений термін. Повідомлялося, що Paramount перевіряє сценарій через успіх екранізації популярного роману Джона Гріна «Провина зірок».

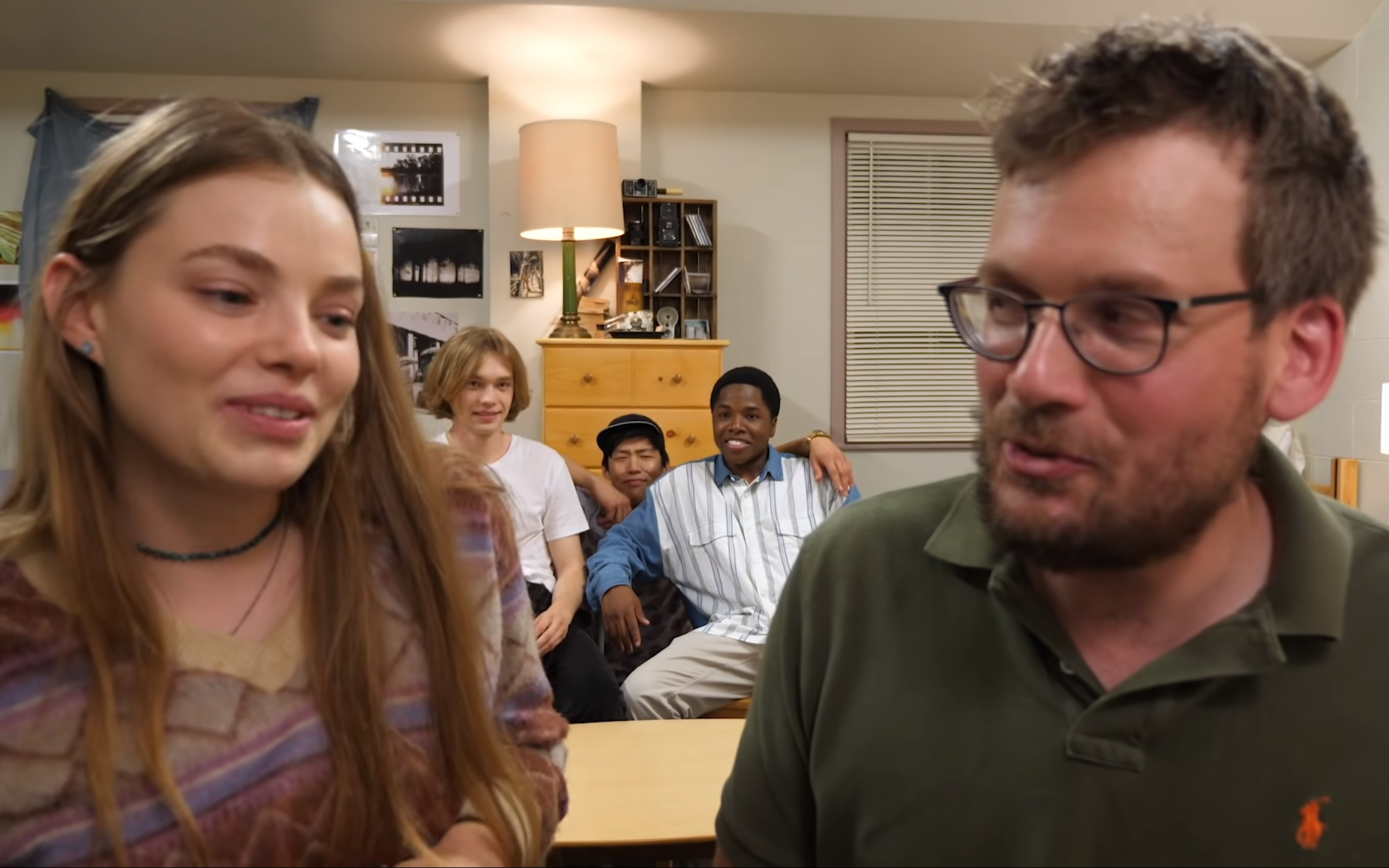
Актори та автор (зліва направо): Крістін Фрозет, Чарлі Пламмер, Джей Лі, Денні Лав та Джон Грін, на Vlogbrothers у 2019 році

27 лютого 2015 року The Hollywood Reporter оголосив, що Скотт Нойштадтер і Майкл Х. Вебер, які працювали над адаптацією фільму «Паперові міста», будуть виконавчими продюсерами фільму.  Ребекка Томас мала стати режисером.
У серпні 2015 року було оголошено, що зйомки розпочнуться восени в Мічигані. Пізніше в 2016 році Джон Ґрін оголосив в соціальних мережах, що екранізацію знову відкладено на невизначений термін. Письменник висловив своє розчарування процесом розробки екранізації, що триває протягом багатьох років.
У травні 2018 року Hulu уклала угоду з Джошем Шварцем і Стефані Севідж і замовила лімітований серіал із восьми епізодів на основі книги. Шварц був виконавчим продюсером і шоуранером, а Севідж став виконавчим продюсером разом з Джоном Гріном, Джесікою Тучінскі, Марком Уотерсом, Марті Боуеном та Ісааком Клауснером.
У жовтні 2018 року Чарлі Пламмер та Крістін Фрозет були обрані на головні ролі серіалу (Майлза Холтера та Аляску Янг). У березні 2019 року Hulu оголосили, що шість нових акторів приєдналися до касту серіалу, а саме Денні Лав, Джей Лі, Софія Васильєва, Лендрі Бендер, Урія Шелтон і Джордан Коннор. Наступного місяця було оголошено, що Тімоті Саймонс та Рон Сефас Джонс приєднаються до акторського складу в ролі Орла та доктора Хайда. 

## Прийом
Серіал отримав схвалення критиків і шанувальників однойменного роману. Критики виділили гру Пламмера, Фрозет і Лав, візуальні елементи, саундтрек, режисуру та сценарій.
На агрегаторі Rotten Tomatoes мінісеріал має рейтинг 91% на основі 35 оглядів із середнім рейтингом 8,5/10. На Metacritic він має середню оцінку 72 зі 100 на основі 10 рецензій, що вказує на «загалом схвальні відгуки».